# Skautský kroj

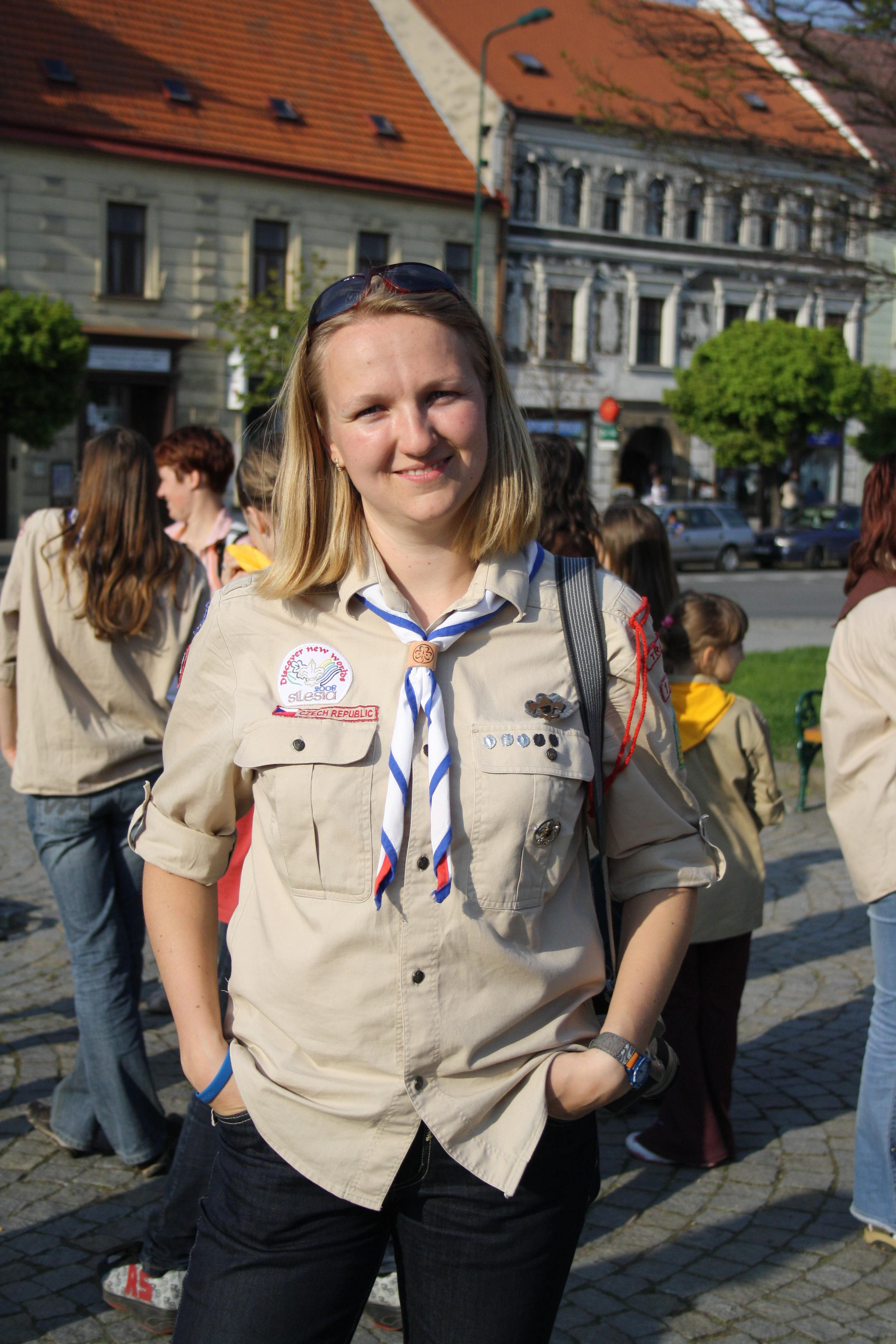
Vůdkyně dívčích skautů v kroji

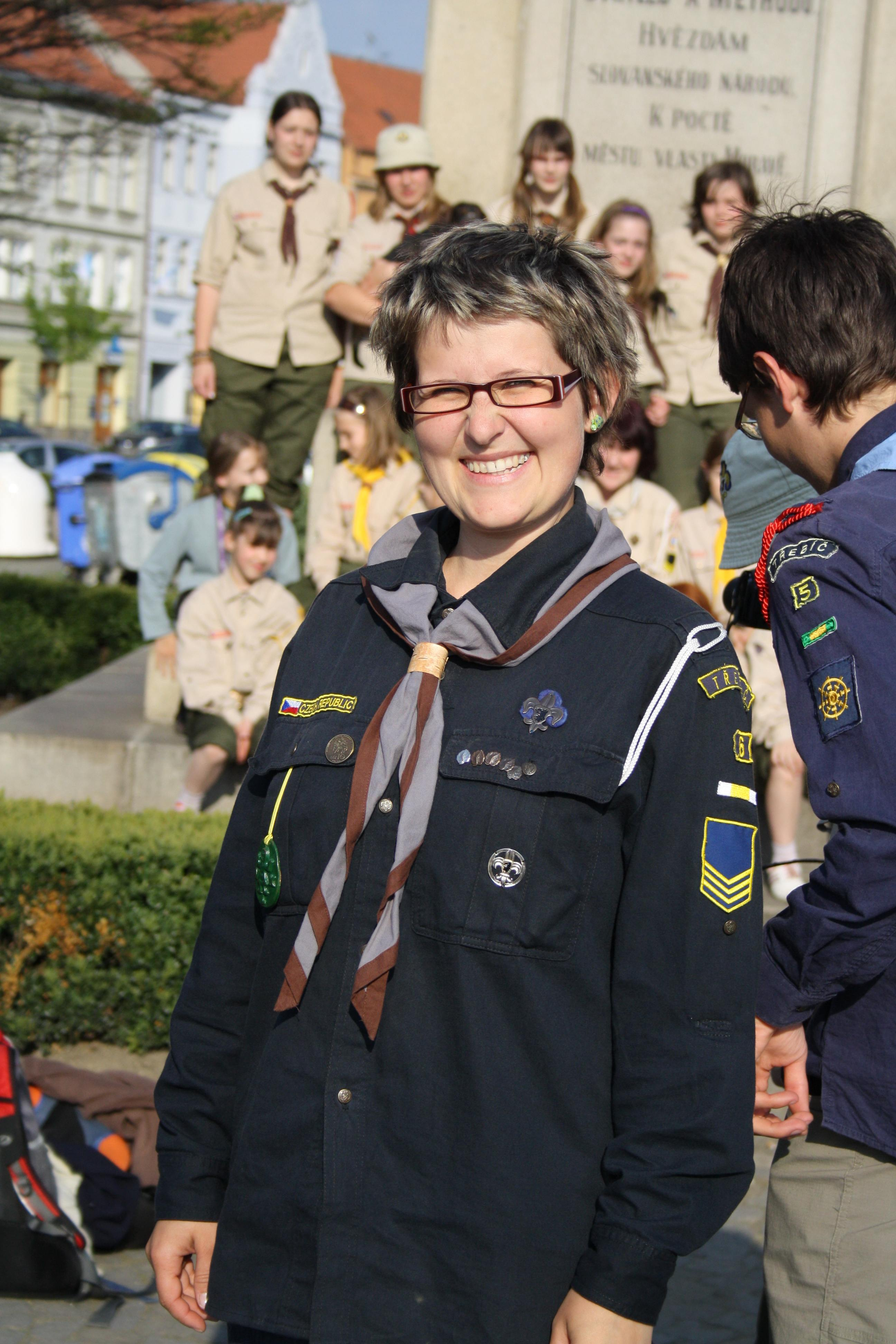
Kapitánka vodních skautů v kroji

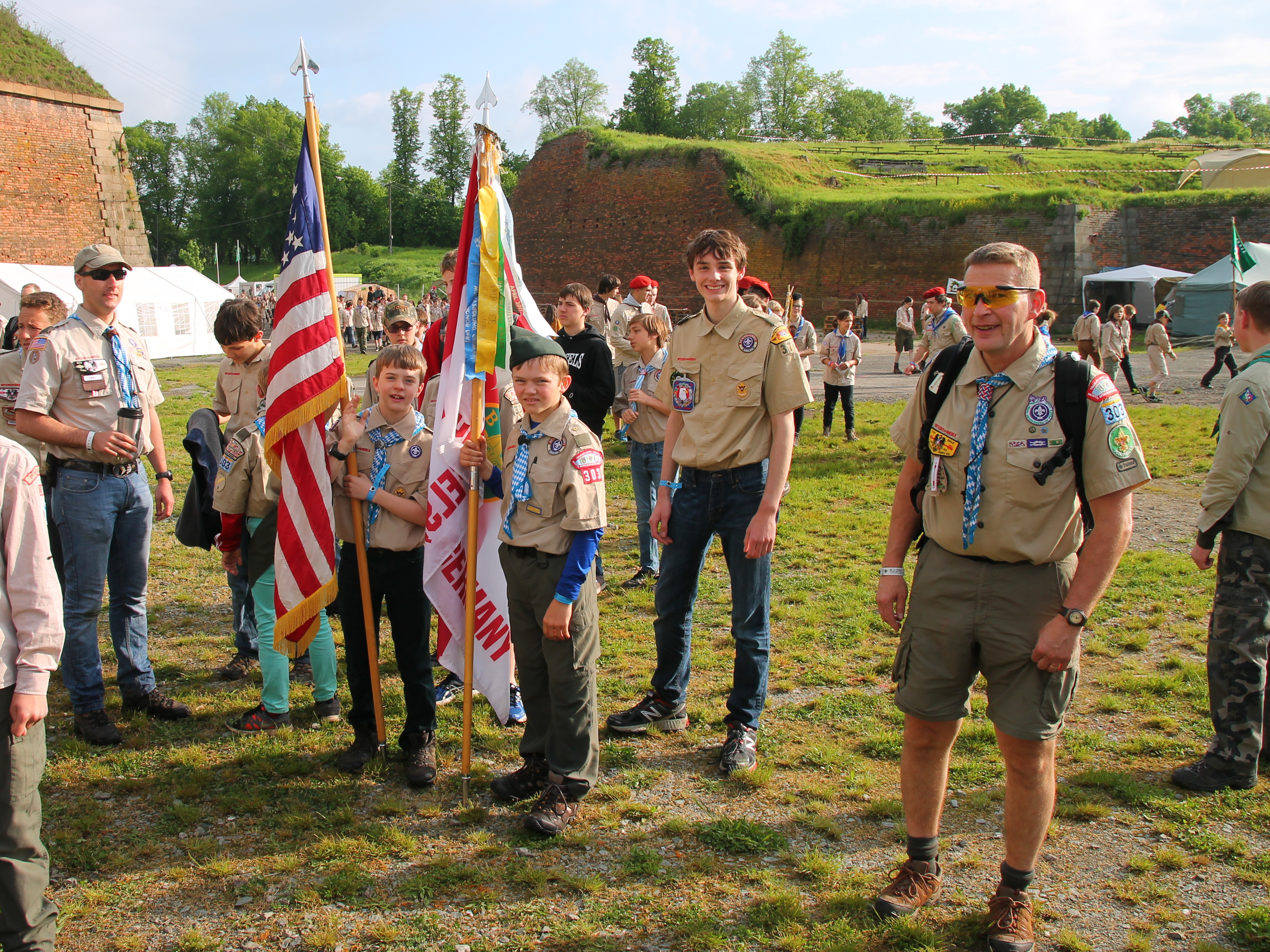
Kroj amerických skautů, Intercamp 2016

Skautský kroj českých skautů se skládá ze skautské košile jednotného střihu, trojcípého skautského šátku s turbánkem a funkční šňůry s píšťalkou. Ke skautskému kroji také náleží kožený opasek s kruhovou přezkou, v jejímž středu je vyobrazena skautská lilie, v horní části je nápis „Junák“, ve spodní části přezky potom skautské heslo „Buď připraven!“ Pro slavnostní příležitosti existuje formální (obleková/kostýmová) varianta kroje s kravatou. Podobu skautského kroje v ČR udává krojový řád.

## Košile
Do roku 2000 bylo možné vidět různé střihy košil. Oficiální byly košile tmavší pískové až medové barvy, neoficiálními, ale velmi rozšířenými potom byly košile armádní. Od roku 2005 jsou oficiální košile pouze košile pískové barvy jednotného střihu, od roku 2012 i v dámské variantě.[zdroj?] (Léta 2000–2005 byla přechodným obdobím.[zdroj?]) Na košilích jsou dvě náprsní kapsy a dva nárameníky. Levá (z čelního pohledu pravá) kapsa je důmyslně rozdělena na dvě poloviny. Jedna (úzká) je pro uložení píšťalky, druhá polovina pak pro uložení členské průkazky. Z čelního pohledu na pravém nárameníku je uvázána funkční šňůra, která směřuje dolů a po mírném prohnutí je ukončena v levé (z čelního pohledu pravé) kapse.[zdroj?]
Pískové košile jsou určeny pro pěší skauty. Vodní skauti pak mají košile stejného střihu, pouze barva je tmavě modrá.[zdroj?]

### Levý rukáv košile
Shora, těsně pod začátkem rukávu se nachází domovenka. Na té je vyobrazen název města či obce, ve které sídlí oddíl, či jiná skautská jednotka daného majitele košile. Je to půlkruhová nášivka s béžovým podkladem, červeným nápisem a lemováním.
Zhruba centimetr pod domovenkou se pak nachází číslo oddílu, případně „RS“ („Rover Scout“) pro rovery a rangers. Přibližně další centimetr pod ním se nachází oddílový znak a dále je v pořadí znak družiny. Pod družinovým znakem se nachází funkční štítek.

### Pravý rukáv košile
Shora, asi centimetr pod začátkem rukávu, je znak Mezinárodní organizace skautingu (WOSM – World Organizaton of the Scout Movement – chlapecké i dívčí hnutí / WAGGGS – World Association Girl Guides and Girl Scouts – dívčí hnutí). Chlapci našivaji WOSM, dívky WAGGGS i WOSM.
Pod znaky mezinárodních hnutí se nachází splněné výzvy (max. dvě v řadě), dále odborky a odbornosti (max. tři v řadě), vlčci, světýlka a nášivky z absolvovaných kurzů. Z výzev má přednost zvláštní zkouška tři orlí pera, která je našitá první v pořadí pod znakem mezinárodní organizace.

### Přední díl košile
Nad pravou (z čelního pohledu levou) kapsou je umístěna mezinárodní domovenka. Má obdélníkový tvar. Zleva je zde vyšitá státní vlajka a poté název země v angličtině. Nad mezinárodní domovenkou je místo pro příležitostní nášivky. Sem se dávají nášivky, které mají jen určitou platnost, zpravidla max. jeden rok.
Na kapsu se přišívají 4 odznaky za nové stezky.
Nad levou (z čelního pohledu pravou) kapsou je umístěn slibový odznak. Pod ním jsou připevněny medaile a vyznamenání. Medaile a vyznamenání skládáme do řad nad sebe, maximálně do stejné šíře jako je náprsní kapsa. Na lem kapsy se připínají kovové lipové lístky. Ty označují léta strávená ve skautském hnutí od počátku vstupu. Tmavý mosazný lipový lístek představuje 1 rok, stříbrný 5 let, zlatý 10 let. Zlatý lipový list s číslem udává délku období, po kterou se majitel věnuje aktivnímu vedení mládeže. Nenahrazuje tedy lipové lístky bez čísla. Tyto dva druhy listů by se neměly kombinovat. Doprostřed kapsy umisťujeme odznaky splněných zkoušek (Nováčkovská zkouška, stupně skautské zdatnosti, odznak lví skaut, stříbrná a zlatá stopa) nebo dosažené činovnické kvalifikace (čekatelská, vůdcovská, instruktorská)

## Funkční šňůra
- žlutá – vlčata a světlušky (do 10 let)
- zelená (u vodních skautů světle modrá) – skauti a skautky (od 11 do 15 let)
- červená – roveři (od 15 let do splnění zkoušek)
- bílá – činovníci
- tmavě modrá – oldskauti a oldskautky

## Kalhoty
Oficiální kalhoty jednotného střihu nejsou udány, proto se vybírají kalhoty jedné barvy. V zimním období hnědé nebo zelené dlouhé kalhoty, v letním období potom hnědé nebo zelené krátké kalhoty. U vodních skautů se doporučují tmavě modré a černé nebo bílé kalhoty. Skautky mohou místo kalhot nosit jednobarevnou tmavou sukni.

## Obuv
Konkrétní druh obuvi není stanoven. Ke kroji se doporučují tmavé boty černé nebo hnědé barvy nebo trekové boty, u vodních skatů jsou možné i bílé.

## Pokrývka hlavy
Ke skautskému kroji náleží také pokrývka hlavy, která ale není povinná. Měla by mít zelenou nebo pískovou barvu (u vodních skautů modrou nebo bílou). K dostání jsou také skautské kšiltovky pískové/khaki/modré barvy. Vodní skauti občas nosí tzv. "bombónek". Všechny pokrývky hlavy však musí obsahovat junáckou lilii, nebo odznak RS u Roverů a Rangers. Nejtypičtější skautskou pokrývkou hlavy býval zelený plstěný klobouk se širokou krempou převzatý od kanadské jízdní policie.